# Вагхальтер, Игнац
Игнац Вагхальтер (нем. Ignatz Waghalter; 15 марта 1881, Варшава — 7 апреля 1949, Нью-Йорк) — немецкий композитор и дирижёр из семьи польских евреев. Представитель четвёртого поколения династии музыкантов, начало которой положил Лейбусь Вагхальтер (пол. Lejbuś Waghalter; 1790—1868). Брат Владислава и Генрика Вагхальтеров.

## Биография
С юных лет играл на скрипке и фортепиано. В возрасте 17 лет отправился в Берлин для изучения композиции, занимался сперва под руководством Филиппа Шарвенки, затем у Фридриха Гернсхайма. В 1902 году получил Мендельсоновскую премию за сонату для скрипки и фортепиано Op. 5.
С 1907 года корепетитор в берлинской Комише опер. В 1911—1912 гг. дирижёр в Эссенской опере.
В 1912 году был назначен главным дирижёром новопостроенного Немецкого дома оперы в Шарлоттенбурге, открыв новую сцену исполнением оперы Людвига ван Бетховена «Фиделио». Возглавлял этот театр до 1923 года. Как руководитель Немецкой оперы приобрёл известность, в частности, постановкой опер Джакомо Пуччини: под его руководством впервые в Германии были поставлены «Девушка с Запада», «Тоска» и «Богема». Также осуществил в Немецкой опере премьеры трёх собственных опер: «Мандрагора» (1914, по пьесе Никколо Маккиавелли), «Юность» (нем. Jugend; 1917) и «Сатаниэль» (1923).
В 1923—1925 гг. возглавлял Нью-Йоркский симфонический оркестр, с успехом дебютировав 7 декабря 1923 г. в Карнеги-холле. Вернувшись в Германию, занял пост музыкального руководителя киностудии UFA, написал музыку к ряду фильмов.
В 1931—1933 гг. музыкальный руководитель Латвийской национальной оперы; одновременно вёл класс дирижирования в Латвийской консерватории, среди его учеников, в частности, Петерис Барисонс.
Вскоре после возвращения Вагхальтера в Берлин к власти в Германии пришли нацисты, и Вагхальтер покинул страну. Некоторое время работал в Чехословакии, затем в Австрии, где написал свою последнюю оперу «Агасфер и Эсфирь». В 1938 г., за несколько недель до Аншлюса, вновь уехал в США. В Америке попытался организовать Негритянский симфонический оркестр (англ. Negro Symphony Orchestra), несколько раз продирижировал собранным коллективом, но не смог найти для него достаточного финансирования. Опера «Агасфер и Эсфирь» была исполнена по радио, главную партию пела младшая дочь композитора Беатрис Вагхальтер (1913—2001), автор аккомпанировал на фортепиано.

## Интерес к творчеству в XXI веке
Возрождение интереса к творчеству Вагхальтера относится в XXI веку. В 2011 году Ирмина Тринкос и Королевский филармонический оркестр записали концерт и рапсодию Вагхальтера для скрипки с оркестром. В 2019 году в Познани состоялась мировая премьера симфонической сюиты «Новый свет» (англ. New World Suite), написанной композитором в США, вскоре после этого вышла запись этого произведения, осуществлённая оркестром «Новая Россия» под управлением Александра Уокера.